# سباح أعمى
سباح أعمى (الاسم العلمي: Typhlonectes)، جنس برمائيات من فصيلة سباحات عمياء. توجد هذه الأنواع المائية الكاملة في حوض الأمازون وشمال أمريكا الجنوبية، وعادًة ما يتراوح طولها بين 30 و60 سم (12-24 بوصة).
يحتوي الجنس على نوعين:
- Typhlonectes compressicauda
- Typhlonectes natans